# Šimun Stilit
Sveti Šimun Stilit (Sizan, Turska o. 390. - Qalaat, Sirija, 2. rujna 459.) - sirijski asketski svetac. Živio je 37 godina na vrhu stupa (grč. stylos), po čemu je dobio i naziv Stilit.
Rođen je u 386. u selu Sizanu (danas se zove Islahije) u gorju Amanus u Turskoj, u pokrajini Ciliciji. Bio je vedro i bistro dijete koje je vrlo živo upamtilo evanđeoske riječi o Blaženstvima koje je u jednoj propovijedi govorio neki svećenik. Šimunovi roditelji i sami su bili vjernici i nisu odbili sinovljevu želju poći u samostan.
Pridružio se samostanu u tom području. U strogom samostanu proveo je više od deset godina.
Zaželio se veće pokore i dublje samoće u kojoj bi mogao provoditi neprestanu molitvu.  Odlučio je potražiti vjerski život sam kao pustinjak. Jedne se korizme povukao u gradić u blizini 
Antiohije. Ondje je proveo cijelu korizmu u potpunom postu, bez imalo hrane. Nakon toga se nastanio u jednoj zidini i tu živio posve isposnički. Monaha Šimuna je zbog isposničkog života Višnji nagradio čudotvornošću. Uskoro se pronio glas o njegovoj svetosti i čudotvornosti i ljudi su sa svih strana ljudi hrlili k njemu.
Nakon života u špilji na neko vrijeme, premjestio se na vrh stupa. Želio je imati mir od tolikog broja ljudi i postići veću osamljenost, a opet nije ih htio posve odbiti, pa je napravio stup visok 20 metara i na njegovu vrhu mali ograđeni prostor u kojem je stanovao i na kojem je proveo ostatak života. Privukao je mnogo ljudi koji su došli iz daljine čuti ga kako propovijeda dva puta dnevno. Mnogi su mu se obraćali za savjet, pomoć, molitveni zagovor, čak i rimski carevi.
Nakon 37 godina na vrhu stupa, sveti je Šimun umro 459. godine. Njegovo tijelo su svečano otpratila u Antiohiju sedam biskupa i nekoliko stotina vojnika, te dugačak red odanih sljedbenika. Šimunov grob u Antiohiji postao je glavno mjesto hodočašća, pa tako i njegov stup na stjenovitom brežuljku, gdje je proveo posljednja četiri desetljeća svog života.
Crkva sv. Šimuna Stilita kod Alepa izgrađena je na mjestu stupa sv. Šimuna. To je najstarija preživjela bizantska crkva, koje datira iz 5. stoljeća. 
Nakon njega, bilo je još redovnika, koji su živjeli na vrhu stupa i dobili su ime Stilit, prema grčkoj rijeci stylos za stup.